# Louis II de Hesse (1438-1471)
Pour les articles homonymes, voir Louis II.
Louis II, né le 7 septembre 1438 et mort le 8 novembre 1471 à Reichbach, est landgrave de Basse-Hesse de 1458 à sa mort.

## Biographie
Louis II est le fils aîné du landgrave Louis Ier de Hesse et d'Anne de Saxe (en). À sa mort, le landgraviat est divisé entre ses deux fils aînés : Louis II reçoit la Basse-Hesse, avec la ville de Cassel, tandis que son frère cadet Henri III reçoit la Haute-Hesse.
En 1470, Louis II fait construire le Château Rouge (Rotenburg an der Fulda) (de) et rénover le château de Ziegenhain (de).

## Mariage et descendance
En 1445, Louis II épouse Mathilde de Wurtemberg (morte en 1495), fille du comte Louis IV de Wurtemberg. Ils ont quatre enfants :
- Anne (1455-1458) ;
- Élisabeth (morte jeune) ;
- Guillaume Ier (1466-1515), landgrave de Basse-Hesse ;
- Guillaume II (1469-1509), landgrave de Hesse.